# ピャーノ・ディ・ソッレント
ピャーノ・ディ・ソッレント（イタリア語: Piano di Sorrento）は、イタリア共和国カンパニア州ナポリ県にある、人口約1万3000人の基礎自治体（コムーネ）。

## 地理

### 位置・広がり
ナポリ県南部、ソレント半島に位置するコムーネ。ソレントから東北東へ4km、カステッランマーレ・ディ・スタービアから南西へ9km、アマルフィから西へ16km、州都・県都ナポリから南南東へ27kmの距離にある。

#### 隣接コムーネ
隣接するコムーネは以下の通り。
- メータ
- サンタニェッロ
- ヴィーコ・エクエンセ

## 行政

### 分離集落
ピャーノ・ディ・ソッレントには、以下の分離集落（フラツィオーネ）がある。
- Cassano, Mortora, Trinità, Colli San Pietro